# Bouzy
Bouzy è un comune francese di 964 abitanti situato nel dipartimento della Marna nella regione del Grand Est.
Il villaggio di Bouzy si trova a sud est della montagna di Reims. I pendii della collina occupano la maggior parte della città fino ai vigneti di Champagne e alla Costa Nera.

## I millenari vigneti di Champagne
I vigneti del villaggio di Bouzy sono situati sulla Montagna di Reims, subregione di Champagne-Ardenne, la loro produzione è classificata come Grand Cru (100%) nelle classificazioni dello Champagne.
Come tutti gli champagne, le uve sono raccolte a mano, ma in questo caso con le difficoltà di raccolta dei pendii della montagna, che creano un microclima unico, oltre al particolare Terroir. Essendo uve molto preziose e limitate spesso i proprietari delle aziende agricole insieme con gli "Chef de Cave" partecipano alla manuale raccolta e alla selezione dei singoli grani.
Le produzioni sono molto limitate e riservate usualmente a storici committenti, di solito storiche famiglie nobiliari francesi, rendendo le bottiglie estremamente rare.

## Società

### Evoluzione demografica
Abitanti censiti